# بطولة العالم لسباقات فورمولا 1 موسم 1983
بطولة العالم لسباقات فورمولا 1 موسم 1983 عقدت في سنة 1983 م، وفاز بها نيلسون بيكيه (بالإنجليزية: Nelson Piquet)‏ من فريق برابهام (بالإنجليزية: Brabham)‏ بسيارته البي إم دبليو. نيلسون بيكيه الذي بدأ السباق في الخط رقم 1 حصل على أفضل توقيت في الجولة 4 من السباق في أسرع لفة له. هذا السائق في المجموع حصد 59 نقطة.

## الوصلات الخارجية
- الموقع الرسمي للفورمولا 1